# Richard Madsen-Mygdal
Richard ("Dick") Madsen-Mygdal (Cumnor, 6 september 1927 - aldaar, 9 december 2015) was een Brits motorcoureur en garagehouder.
In de jaren vijftig begon Richard Madsen-Mygdal zijn eigen transportbedrijf, R. Mygdal Ltd aan Appleton Road in Cumnor. Hij kocht zijn eerste Vincent-motorfiets in 1951, een Vincent Rapide, die in 1952 werd opgevolgd door een Vincent Black Shadow. Deze machines gebruikte hij als zijn dagelijks vervoermiddel.
In 1950 ontmoette hij Stella Gee op een dansfeest. In 1953 trouwden ze en met Stella achterop de Vincent trokken ze naar de TT van Man van 1953. Daar was de Clubmans 1000 cc TT in ere hersteld en Richard nam aan die race deel. Hij was een enthousiast clubrijder, een vooral in het Verenigd Koninkrijk populaire serie wedstrijden voor amateurs op standaard- of productieracers. De Clubmans 1000 cc TT was de zware Vincents op het lijf geschreven: er waren slechts acht deelnemers, allemaal op Rapides, Black Shadows of Black Lightnings. Madsen-Mygdal's Vincent was geprepareerd door Ted Hampshire, een voormalig werknemer van Phil Vincent, die Madsen-Mygdal ook had overgehaald om naar Man te gaan en hem vooral hielp met de gevoelige afstelling van de carburateurs. 
Richard kwam aan de leiding van de race nadat Les Floodgate bij Union Mills gevallen was. Tegelijk met de Clubmans 1000-klasse reed ook de veel tragere Clubmans Junior TT, met voornamelijk 350cc-BSA Gold Stars. Toen Richard zo'n 350cc-rijder bij Brandywell wilde passeren week deze naar rechts uit, precies de kant die Richard had gekozen om voorbij te gaan. Ze botsten tegen elkaar en Richard werd met een schedelbreuk opgenomen in Nobles Hospital in Douglas, waar hij zijn wittebroodsweken moest doorbrengen. Gelukkig had Stella hem opgedragen een verzekering van vijf pond af te sluiten, waardoor de schade aan zijn motorfiets vergoed werd. 
Richard Madsen-Mygdal racete daarna nooit meer op het eiland Man, maar zijn eenmalige maar sterke optreden leverde hem wel twee gesponsorde Norton Manx-racers op. Daarmee racete hij nog jaren lang op permanente circuits zoals Silverstone en Thruxton. 
In 1962 verhuisde het gezin Madsen-Mydal, dat in 1956 was uitgebreid door de geboorte van zoon David, naar North Leigh, waar Richard de Hartcourt Arms-pub ging beheren. In 1983 werd de pub verkocht en verhuisde men terug naar Cumnor. Stella overleed in april 2013 en in hetzelfde jaar verongelukte David's zoon Mark tijdens de Southern 100 op Man. 

Richard Madsen-Mygdal kreeg op latere leeftijd hartproblemen en overleed op 9 december 2015, 88 jaar oud. 
Via zijn zoon David had hij altijd contact gehouden met de TT Riders Association. David was in 1985 naar het eiland Man verhuisd en was later voorzitter van de T.T.R.A. In 2007 brak hij het record van de meeste starts in de TT van Man sinds de oprichting in 1907. 